# 樋口宗久
樋口 宗久（ひぐち むねひさ）は、東映アニメーションに所属するデジタル役員待遇製作本部デジタル映像部長である。
製作進行→製作担当→製作編成という役職を経ている。2012年6月27日付で役員待遇を付される。

## 主な参加作品

### 製作編成
- エア・ギア （2006年）
- 神様家族 （2006年）
- 貧乏姉妹物語 （2006年）
- 銀色のオリンシス （2006年）

### 製作担当
- 魔法使いサリー(第2作) （1989～1991年）
- 美少女戦士セーラームーン （1992〜1997年）
- 金田一少年の事件簿 （1997〜2000年・2007年（テレビスペシャル））
- 劇場版美少女戦士セーラームーンR （1993年）
- ONE PIECE （1999〜）
- ののちゃん （2001〜2002年）
- ラブ★コン （2007年）
- 虹色ほたる 〜永遠の夏休み〜 （2012年）
- MOON PRIDE（2014年、PV）

### 製作進行
- 愛してナイト（1983年〜1984年）
- ウイングマン （1984〜1985年）